# 뭐라해도 AKB48
《뭐라해도 AKB48》(なんてったってAKB48)는 AKB48의 7번째 오리지널 앨범이자 커버 앨범이다. 2024년 12월 25일에 유니버설 뮤직 재팬를 통해 발매되었다.